# Charles Hill (baron Hill de Luton)
Pour les articles homonymes, voir Hill.
Charles Hill (15 janvier 1904 - 22 août 1989) est un médecin britannique, homme politique et de médias. 

## Jeunesse et carrière
Charles Hill est né à Islington, à Londres et fait ses études à la St Olave's Grammar School de Southwark. Il obtient une bourse au Trinity College de Cambridge où il a un diplôme de première classe. Il poursuit ses études de médecine à l'hôpital de Londres, obtenant le MRCS et le MRCP en 1927 et plus tard, le MB, le BCh et le MD. Il devient médecin adjoint d'Oxford en 1930, secrétaire adjoint de la British Medical Association en 1932 et secrétaire de 1944 à 1950. 
Pendant la Seconde Guerre mondiale, le ministère de la Santé demande que la BBC diffuse les messages de santé dans les programmes ordinaires plutôt que dans des programmes dédiés du ministère de l'Alimentation, mais la BBC avertit que cela ne serait pas efficace et serait considéré par les auditeurs comme condescendant. Par conséquent, le rôle de Hill en tant que "Radio Doctor" devient une partie du programme du ministère de l'Alimentation, "Kitchen Front", tous les matins à partir de 1942. En raison des règles de l'époque concernant la publicité des membres du corps médical, il ne pouvait pas s'exprimer sous son propre nom, de même que «The Radio Doctor». Sa voix riche et distinctive contribue à donner un impact à l'émission. 
Hill est toujours le secrétaire de la BMA lorsque le Service national de santé est créé en 1948. Il négocie avec Aneurin Bevan et s'assure que les médecins généralistes ne deviennent pas simplement des salariés. 

## Carrière politique
Hill est élu député de l'Université de Cambridge en 1945 en tant qu'indépendant. Il est réélu en 1950, devenant député de Luton sous l'étiquette conservateur et national-libéral. 
Il est nommé secrétaire parlementaire du ministère de l'Alimentation en 1951 puis Postmaster-General (un poste ministériel hors du cabinet avec des responsabilités qui comprenaient la radiodiffusion) en 1955; au cours de son mandat, il a publiquement réprimandé la BBC pour ses reportages sur la crise de Suez. En mai 1956, Hill tente d'officialiser l'accord existant en vertu duquel les discussions ou les déclarations sur des questions soumises au Parlement ne pouvaient être diffusées dans les quinze jours précédant tout débat (la «règle des quatorze jours»). Cependant, la crise de Suez rend cette politique inapplicable dans la pratique et le gouvernement accepte sa suspension à la fin de l'année. Hill, qui est inquiet des implications de la règle pour la liberté d'expression, est soulagé. 
De 1957 à 1961, il est chancelier du duché de Lancastre et à partir de 1961, ministre du Logement et des Gouvernements locaux et secrétaire d'État pour le Pays de Galles. Il perd sa place lors du remaniement de Harold Macmillan de la nuit des longs couteaux en 1962. 

## Fin de carrière
Il est nommé président de l'Independent Television Authority en 1963, où il continue son attitude hostile envers la BBC. Il est créé pair à vie le 13 juin 1963 en tant que baron Hill de Luton, de Harpenden dans le comté de Hertford. En 1967, Hill annonce que tous les contrats ITV allaient tous être renégociés, car il était préoccupé par les gros profits réalisés par les grandes entreprises et leur manque d'identité régionale. Cela conduit à une réorganisation radicale du réseau ITV. 
Il succède à Lord Normanbrook à la présidence du conseil des gouverneurs de la BBC (1967-1972), après avoir été nommé par le premier ministre, Harold Wilson, pour «régler» la société. Sa nomination en tant que président de la BBC surprend les gouverneurs de la BBC et plusieurs démissionnent. Sir Robert Lusty, le président par intérim, déclare que "c'était comme inviter Rommel à commander la huitième armée à la veille d'Alamein". 
Harold Wilson encourage Lord Hill à participer activement aux décisions éditoriales. Hill a une relation difficile avec le directeur général de la BBC, Hugh Carleton Greene, et il force finalement Greene à démissionner en 1969. Greene décrit plus tard Hill comme un "vulgaire". Il a une relation plus apaisée avec le successeur de Greene, Charles Curran. Il quitte la BBC en 1972 et est décédé en 1989, à l'âge de 85 ans. 
Il épouse Marion Spencer Wallace, avec qui il a deux fils et trois filles. 